# 116 (عدد)
116 (مائة وستة عشر) هو عدد صحيح. يلي العدد 115 ويسبق العدد 117 وهو عدد طبيعي موجب.